# Nonviolent Peaceforce
Nonviolent Peaceforce (NP) è un'organizzazione non governativa internazionale avente come scopo principale la creazione e l'invio di forze di pace internazionali di civili (costituite da gruppi di operatori di pace professionisti) nelle zone di conflitto, per cooperare con le organizzazioni locali e rafforzare la loro azione di prevenzione e trasformazione della violenza.
Viene fondata nel dicembre 2002 a Surajkund, a sud di Nuova Delhi, dove centinaia di delegati da tutti i continenti si sono riuniti in una conferenza internazionale che ha portato alla fondazione ufficiale dell'organizzazione ed al lancio del primo progetto in Sri Lanka.
Nonviolent Peaceforce è sostenuta dalle organizzazioni che ne fanno parte, dai gruppi nazionali, dai gruppi di sostegno o affinità, ma anche da personalità del mondo accademico, dell'associazionismo internazionale, di chiese e comunità di fede, alcuni capi di Stato e 7 premi nobel che ne hanno sottoscritto lo scopo ed il progetto.
A Nonviolent Peaceforce partecipano circa 100 organizzazioni da 40 paesi di tutti i continenti.

## Metodi
Gli uomini e donne di Nonviolent Peaceforce agiscono per proteggere i diritti umani, prevenire il ritorno alla violenza, favorire il dialogo e la ricerca di soluzioni pacifiche, dando così l'opportunità alle organizzazioni e alle comunità locali di operare attraverso vari approcci nonviolenti. Innanzitutto attraverso la capacitazione (empowerment), che consiste nel processo attraverso cui persone e gruppi che si trovano in una situazione di impotenza o di disparità di risorse e/o potere apprendono le modalità per mettere in discussione con metodi costruttivi, equilibri di potere sentiti come ingiusti o oppressivi. Poi attraverso la costruzione della fiducia (confidence building), che punta a creare le condizioni per la mediazione e la negoziazione e si articola, in genere, in due momenti: in una prima fase, la terza parte che media il conflitto cerca di conquistarsi “disgiuntamente” la fiducia delle parti coinvolte; in una seconda fase cercherà di ristabilire la fiducia e instaurare dialogo direttamente fra le parti. Infine, il lavoro per la trasformazione o risoluzione del conflitto (conflict transformation o resolution), modalità di gestione del conflitto (comportamenti, atteggiamenti, strategie, tattiche, ecc.) che non mirano a distruggere o ledere l'avversario, ma che al contrario cercano di soddisfare i bisogni fondamentali di tutte le parti coinvolte in maniera sostenibile nel tempo.

## Funzioni operative
Il dislocamento di un gruppo di operatori di pace internazionali permette il monitoraggio del rispetto dei diritti umani da parte delle fazioni in conflitto; l'accompagnamento delle persone minacciate e la presenza internazionale in luoghi di tensione mirano a scongiurare il pericolo di aggressioni e lo scoppio di conflitti; l'avvio di contatti fra le parti in conflitto, facilitato dagli operatori di NP, può permettere l'instaurarsi di un clima di fiducia e di dialogo e l'inizio di un circolo virtuoso in cui sempre più soggetti vengono coinvolti nella ricerca di soluzioni negoziate e non violente.
In molti casi, poi, è stato dimostrato che la sola presenza di cittadini stranieri organizzati può attirare l'attenzione della pubblica opinione mondiale, dei mass media e quindi anche dei governi. L'intento di NP è dimostrare che il mondo intero sta osservando, facendo così da deterrente rendendo gli atti di violenza politicamamente inaccettabili. Gli operatori di pace monitorano il corso degli eventi e disseminano le informazioni ai contatti internazionali, reti di sostenitori, mass media, personalità politiche e diplomatici e in generale all'opinione pubblica.
Tutte queste azioni realizzate in loco dagli operatori di NP, dalla diplomazia internazionale e locale, oltre all'aiuto dei sostenitori, possono permettere, se attuate in sinergia, di trasformare i conflitti in modo nonviolento. 
Gli operatori di NP, infine, oltre ad essere professionisti rispondono ad un codice di condotta il cui rispetto permette di ridurre al minimo i rischi per il personale, evitare rischi inutili per la popolazione e rendere più efficace l'intervento.

## Progetti
All'inizio del 2003 è stato avviato il primo progetto sul campo in Sri Lanka. Dal 2005 al 2007 sono stati avviati, dopo dettagliate missioni esplorative, progetti nelle Filippine, in Uganda e in Colombia.